# Distichopora borealis
Distichopora borealis är en nässeldjursart som beskrevs av Fisher 1938. Distichopora borealis ingår i släktet Distichopora och familjen Stylasteridae. Inga underarter finns listade i Catalogue of Life.